# Municipio de DeKalb
El municipio de DeKalb (en inglés: DeKalb Township) es un municipio ubicado en el condado de DeKalb en el estado estadounidense de Illinois. En el año 2010 tenía una población de 46781 habitantes y una densidad poblacional de 510,69 personas por km².

## Geografía
El municipio de DeKalb se encuentra ubicado en las coordenadas 41°56′8″N 88°46′19″O / 41.93556, -88.77194. Según la Oficina del Censo de los Estados Unidos, el municipio tiene una superficie total de 91.6 km², de la cual 90.97 km² corresponden a tierra firme y (0.69%) 0.63 km² es agua.

## Demografía
Según el censo de 2010, había 46781 personas residiendo en el municipio de DeKalb. La densidad de población era de 510,69 hab./km². De los 46781 habitantes, el municipio de DeKalb estaba compuesto por el 75.4% blancos, el 12.31% eran afroamericanos, el 0.25% eran amerindios, el 4.08% eran asiáticos, el 0.03% eran isleños del Pacífico, el 5.57% eran de otras razas y el 2.35% pertenecían a dos o más razas. Del total de la población el 12.61% eran hispanos o latinos de cualquier raza.